# Cushing (Texas)
Cushing ist eine den Status City innehabende Gemeinde im osttexanischen Nacogdoches County. Das U.S. Census Bureau hat bei der Volkszählung 2020 eine Einwohnerzahl von 557 ermittelt. Sie liegt am nordwestlichen Rand des County nahe der Bezirksgrenze zum Rusk County. Der Name der Stadt stammt von Edward Benjamin Cushing, einem Beamten der Texas and New Orleans Railroad, deren Streckennetz der Anlass für die Ortsgründung war. Cushing war lange Zeit ein lokales Zentrum der osttexanischen Holzindustrie und verfügte im Jahr 2016 über 579 Einwohner.

## Beschreibung
Ebenso wie große Teile des Nacogdoches County ist auch die Umgebung von Cushing von einer leicht hügeligen, großteils bewaldeten Landschaft geprägt. Das Gemeindegebiet umfasst eine Fläche von knapp 3,3 Quadratkilometern, die ausschließlich aus Land bestehen. Das örtliche Klima variiert zwischen heißen Sommern und milden, kühlen Wintern. Wichtigste Straßenanbindungen sind der von Ost nach West verlaufende und durch den Ort hindurchführende State Highway 204 und die nach Norden führende Farm-to-Market-Road 225. Die Bezirkshauptstadt Nacogdoches ist knapp 30 Kilometer entfernt, Tyler als nächstes Regionalzentrum im Nordwesten 73 Kilometer und die Millionenstadt Dallas rund 212 Kilometer.
Der Ort verdankt seine Gründung der Streckenführung der Texas and New Orleans Railroad. Erste Fundamente wurden 1902 gelegt. Im gleichen Jahr entstand ein Postamt. 1904 begann der regelmäßige Personenverkehr auf der Eisenbahnlinie. Die Eisenbahnverbindung erschloss die nördliche Ecke des Nacogdoches County für die Holzindustrie. Aufgrund seines Bahnanschlusses avancierte Cushing zu einem Versandzentrum, über das die zahlreichen Sägewerke in der Region beliefert wurden. In den 1920er Jahren verfügte die Stadt über eine Bank, ein Hotel, eine Wochenzeitung, 28 Unternehmen und schätzungsweise 600 Einwohner. Mit rund 1500 Bewohnern erreichte die Einwohnerzahl 1925 ihren Spitzenstand. Aufgrund der Depression sowie der zunehmenden Entwaldung der umliegenden Gebiete sank sie in den 1930er Jahren stark ab auf einen Stand von 473 Bewohnern im Jahr 1940. In den Folgejahrzehnten  gelang es der Ortschaft zwar, diesen Tiefstand wieder zu steigern. Die Anzahl der örtlichen Unternehmen sank allerdings von 37 im Jahr 1965 auf 7 im Jahr 1990.

## Demografie
Den Daten des United States Census Bureau aus dem Jahr 2016 zufolge betrug die Einwohnerzahl in diesem Jahr 579 Personen. 339 davon waren männlich, 240 weiblich. 458 Einwohner waren 18 Jahre oder älter, 121 Kinder oder Jugendliche, 74 älter als 65 Jahre. Der Altersmedian betrug 35,8 Jahre. Der Zensus-Definition Race gemäß bezeichneten sich 511 oder 88,3 % als Weiße, 63 oder 10,9 % als Hispanic beziehungsweise Latino. Die Definition „mehr als eine Ethnie“ gaben 5 Einwohner an (0,9 %). Das Medianeinkommen pro Haushalt belief sich laut Zensus-Angaben auf 45.729 US-Dollar (USD). Der Seite statisticalatlas.org zufolge lag der Einkommensmedian der Stadt sowohl unter dem der USA insgesamt (53.000 USD) als auch dem des Bundesstaats Texas (51.900 USD). Als Personen, die in Armut leben, wies der Zensus 16,4 % aus, als Personen ohne Krankenversicherung 23,1 %.